# Ольгинка (Акмолинская область)
Ольгинка (каз. Ольгинка) — село в Аршалынском районе Акмолинской области Казахстана. Входит в состав Михайловского сельского округа. Код КАТО — 113449300.

## География
Село расположено в северо-восточной части района, на расстоянии примерно 40 километров (по прямой) к северо-востоку от административного центра района — посёлка Аршалы, в 24 километрах к северо-востоку от административного центра сельского округа — села Михайловка.
Абсолютная высота — 460 метров над уровнем моря.
Ближайшие населённые пункты: село Николаевка — на западе, село Михайловка — на юго-западе, аул Аксуат — на севере.

## Население
В 1989 году население села составляло 448 человек (из них русские — 79%).

В 1999 году население села составляло 396 человек (188 мужчин и 208 женщин). По данным переписи 2009 года, в селе проживал 301 человек (136 мужчин и 165 женщин).
| Численность населения | Численность населения | Численность населения |
| 1989                  | 1999                  | 2009                  |
| --------------------- | --------------------- | --------------------- |
| 448                   | ↘396                  | ↘301                  |

## Улицы[5]
- переулок Переулок
- ул. Достык
- ул. Енбек
- ул. Речная
- ул. Харьковская